# Calmaniinae
De Calmaniinae zijn een onderfamilie van krabben (Brachyura) uit de familie Pilumnidae.

## Geslachten
De Calmaniinae omvatten slechts één geslacht:
- Calmania Laurie, 1906